# عبدالله الزهرانی (بازیکن فوتبال)
عبدالله الزهرانی (انگلیسی: Abdullah Al-Zahrani؛ زادهٔ ۱۸ سپتامبر ۱۹۹۳) یک ورزشکار است.